# 山峰 (戲劇)
《山峰》（英語：The Mountaintop）是一部美國劇作家卡托里·霍爾的戲劇作品，講述馬丁·路德·金恩在世上的最後一夜的虛構描述，故事背景完全設定在他遇刺前的洛林汽車旅館306房。該劇最初未能在美國找到場地，但在倫敦僅有65個座位的Theatre503首演（大衛·哈雷伍德和洛林·巴勒斯主演）；2011年9月22日在百老匯伯納德·B·雅各布斯劇院首演（山繆·傑克森和安琪拉·貝瑟主演），並於10月13日正式開演。

## 音頻版
洛杉磯劇院製作室製作的該劇於2016年10月以音頻CD和可下載mp3的形式發行。2016年5月，在洛杉磯加州大學洛杉磯分校詹姆斯布里奇斯劇院為現場觀眾錄製，演出由羅傑·古恩弗爾·史密斯執導，拉里·包威爾和雅佳·娜歐蜜·金主演。

## 外部連結
- 《山峰》，互聯網百老匯資料庫
- Evening Standard review of original run （页面存档备份，存于）
- Catalog page （页面存档备份，存于） for "The Mountaintop" recording by L.A. Theatre Works.